# L'Étrange Auto-stoppeuse
Pour plus de détails, voir Fiche technique et Distribution.
L'Étrange Auto-stoppeuse est un film dramatique français réalisé par Jean Darcy sous la supervision de Raoul André et sorti en 1964.

## Fiche technique
- Titre français : L'Étrange Auto-stoppeuse[1],[2],[3]
- Réalisation : Jean Darcy, supervisé par Raoul André
- Société de production : Lis Estello Films
- Pays de production :  France
- Langue originale : français
- Format : noir et blanc
- Genre : drame
- Durée : 88 minutes
- Dates de sortie : 
  - France : 1964

## Distribution
- Sophie Hardy :
- Roland Lesaffre :
- Georges Marchal :
- Noël Roquevert :
- Giselle Pascal :
- Jean Tissier :